# Stadsdistricten van Praag
De lokale overheid van Praag bestaat, afhankelijk van de plaats in de stad, uit twee of drie lagen. De hoogste laag is de gemeente, daaronder de 22 administratieve districten en onderaan de bestuurlijke piramide staan de gemeentelijke districten. De gemeente (Magistrát hlavního města Prahy, Magistraat van de hoofdstad Praag) is verantwoordelijk voor alle zaken die van belang zijn voor de hele stad. Hiertoe behoren onder andere het openbaar vervoer, de afvalinzameling, de gemeentelijke politie, brandweer en ambulance, de zorg voor historische bouwwerken en de Praagse dierentuin.
Praag bestaat sinds 1990 uit 56 (sinds 1992: 57) gemeentelijke districten (městské části). Deze districten zijn verantwoordelijk voor onder andere parken, milieubescherming, scholen, de vrijwillige brandweer, enkele gezondheidsprogramma's, culturele activiteiten en hondenbelasting. Daarnaast zijn de gemeentelijke districten eigenaar van openbare gebouwen en verantwoordelijk voor sociale woningbouw. De 57 gemeentelijke districten zijn sinds 2001 verdeeld onder 22 administratieve districten (správní obvody). Een gemeentelijk district per administratief district is verantwoordelijk voor het uitgeven van documenten zoals zakelijke licenties, paspoorten en identiteitsbewijzen voor het hele administratieve district. Het gemeentelijke district met deze verantwoordelijkheid deelt de naam met het administratieve district waartoe het behoort. De administratieve districten zijn genaamd Praag 1 tot en met Praag 22.
Zowel de stedelijke overheid als de gemeentelijke districten hebben een burgemeester. De burgemeesters van de districten worden starosta genoemd, de hoofdburgemeester primátor.
Sinds 1960 was Praag verdeeld in 10 districten. Deze districten worden nog steeds gebruikt bij adressen en in de transportsector. Inwoners van Praag gebruiken in de dagelijkse communicatie meestal de naam van deze districten in plaats van de naam van de gemeentelijke districten.

## Tabel met administratieve en gemeentelijke districten

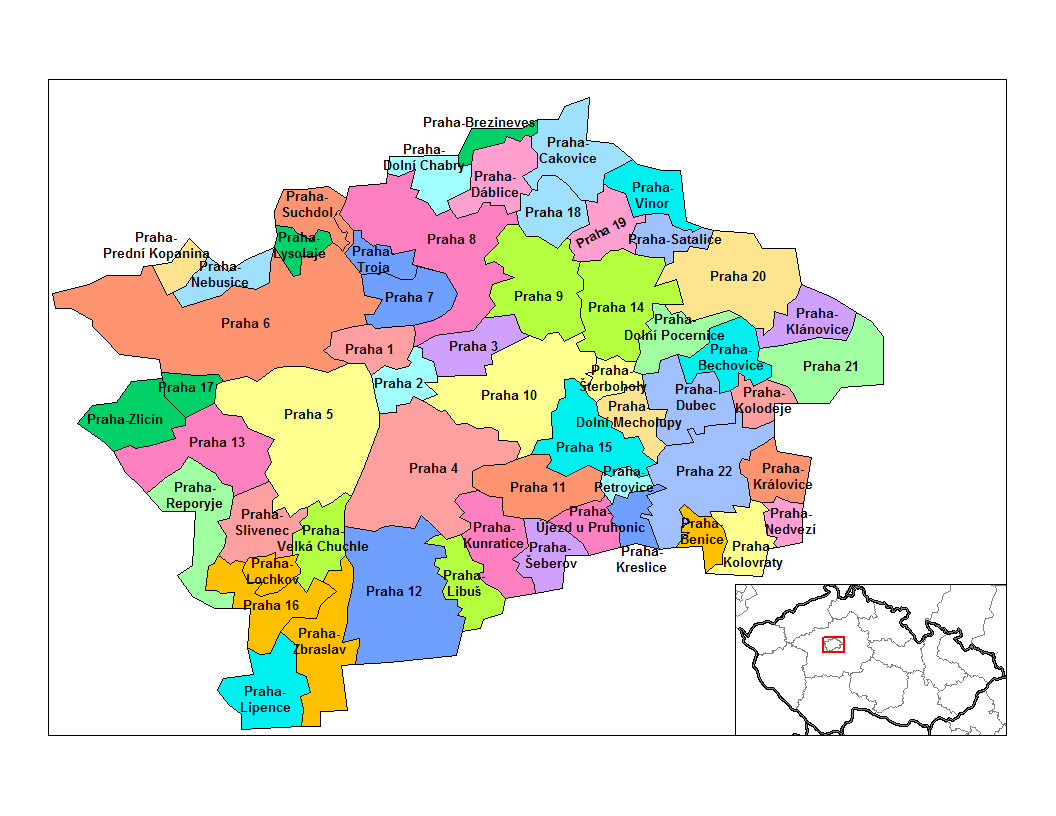
De 57 gemeentelijke districten van Praag

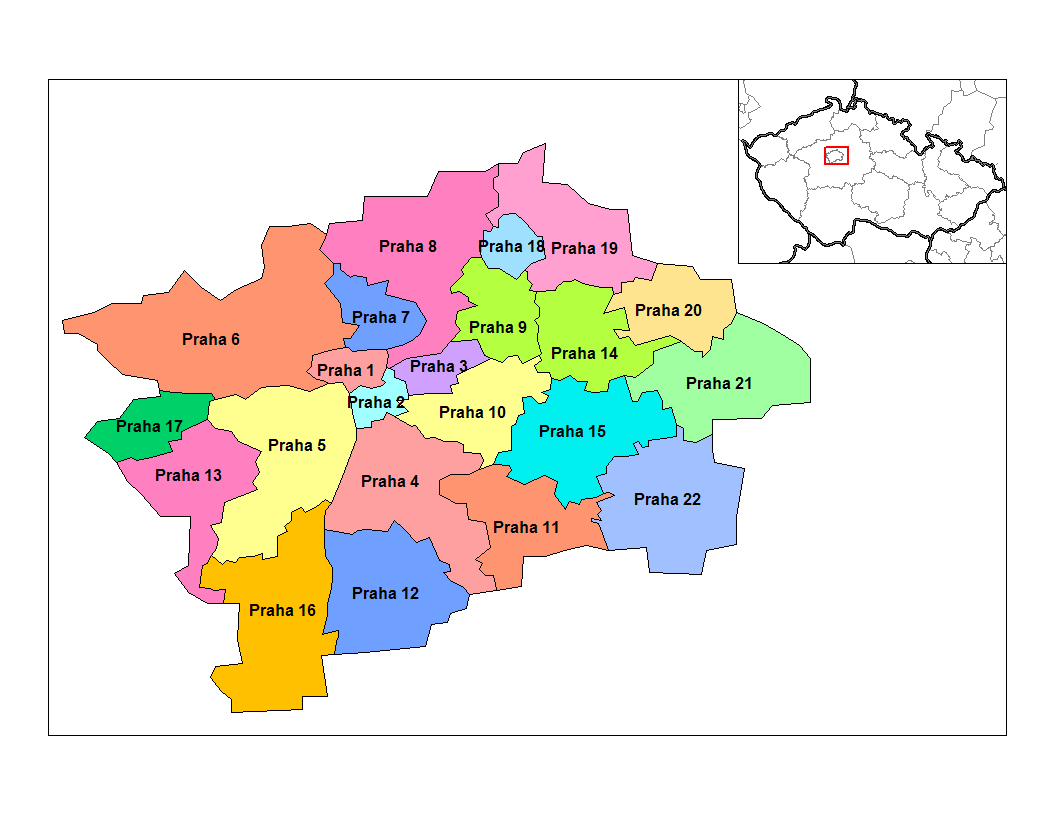
De 22 administratieve districten van Praag

| Administratief district | Gemeentelijke districten | Wijken in het district klein: wijken die gedeeltelijk in het district liggen                 |
| ----------------------- | ------------------------ | -------------------------------------------------------------------------------------------- |
| Praag 1                 | Praag 1                  | Oude Stad, Josefov, Hradčany, Malá Strana, Nieuwe Stad, Holešovice, Vinohrady                |
| Praag 2                 | Praag 2                  | Vyšehrad, Vinohrady, Nieuwe Stad, Nusle                                                      |
| Praag 3                 | Praag 3                  | Žižkov, Vinohrady, Vysočany, Strašnice                                                       |
| Praag 4                 | Praag 4                  | Braník, Hodkovičky, Krč, Lhotka, Podolí, Michle, Nusle, Vinohrady, Záběhlice                 |
| Praag 4                 | Praag-Kunratice          | Kunratice                                                                                    |
| Praag 5                 | Praag 5                  | Hlubočepy, Košíře, Motol, Radlice, Smíchov, Jinonice, Malá Strana, Břevnov                   |
| Praag 5                 | Praag-Slivenec           | Holyně, Slivenec                                                                             |
| Praag 6                 | Praag 6                  | Dejvice, Liboc, Ruzyně, Střešovice, Veleslavín, Vokovice, Břevnov, Bubeneč, Hradčany, Sedlec |
| Praag 6                 | Praag-Lysolaje           | Lysolaje                                                                                     |
| Praag 6                 | Praag-Nebušice           | Nebušice                                                                                     |
| Praag 6                 | Praag-Přední Kopanina    | Přední Kopanina                                                                              |
| Praag 6                 | Praag-Suchdol            | Suchdol, Sedlec                                                                              |
| Praag 7                 | Praag 7                  | Bubeneč, Holešovice, Libeň                                                                   |
| Praag 7                 | Praag-Troja              | Troja                                                                                        |
| Praag 8                 | Praag 8                  | Bohnice, Čimice, Karlín, Kobylisy, Libeň, Nieuwe Stad, Střížkov, Troja, Žižkov               |
| Praag 8                 | Praag-Breziněves         | Breziněves                                                                                   |
| Praag 8                 | Praag-Ďáblice            | Ďáblice                                                                                      |
| Praag 8                 | Praag-Dolní Chabry       | Dolní Chabry                                                                                 |
| Praag 9                 | Praag 9                  | Prosek, Hloubětín, Hrdlořezy, Libeň, Malešice, Střížkov, Vysočany                            |
| Praag 10                | Praag 10                 | Vršovice, Hloubětín, Hrdlořezy, Malešice, Michle, Strašnice, Vinohrady, Záběhlice, Žižkov    |
| Praag 11                | Praag 11                 | Chodov, Háje                                                                                 |
| Praag 11                | Praag-Křeslice           | Křeslice                                                                                     |
| Praag 11                | Praag-Šeberov            | Šeberov                                                                                      |
| Praag 11                | Praag-Újezd              | Újezd u Průhonic                                                                             |
| Praag 12                | Praag 12                 | Cholupice, Kamýk, Komořany, Modřany, Točná                                                   |
| Praag 12                | Praag-Libuš              | Libuš, Písnice                                                                               |
| Praag 13                | Praag 13                 | Třebonice, Stodůlky, Jinonice                                                                |
| Praag 13                | Praag-Řeporyje           | Řeporyje, Zadní Kopanina, Třebonice, Stodůlky                                                |
| Praag 14                | Praag 14                 | Černý Most, Hostavice, Kyje, Hloubětín                                                       |
| Praag 14                | Praag-Dolní Počernice    | Dolní Počernice                                                                              |
| Praag 15                | Praag 15                 | Horní Měcholupy, Hostivař                                                                    |
| Praag 15                | Praag-Dolní Měcholupy    | Dolní Měcholupy                                                                              |
| Praag 15                | Praag-Dubeč              | Dubeč                                                                                        |
| Praag 15                | Praag-Petrovice          | Petrovice                                                                                    |
| Praag 15                | Praag-Štěrboholy         | Štěrboholy                                                                                   |
| Praag 16                | Praag 16-Radotín         | Radotín                                                                                      |
| Praag 16                | Praag-Lipence            | Lipence                                                                                      |
| Praag 16                | Praag-Lochkov            | Lochkov                                                                                      |
| Praag 16                | Praag-Velká Chuchle      | Velká Chuchle, Malá Chuchle                                                                  |
| Praag 16                | Praag-Zbraslav           | Zbraslav, Lahovice                                                                           |
| Praag 17                | Praag 17-Řepy            | Řepy                                                                                         |
| Praag 17                | Praag-Zličín             | Zličín, Sobín, Třebonice                                                                     |
| Praag 18                | Praag 18-Letňany         | Letňany                                                                                      |
| Praag 18                | Praag-Čakovice           | Čakovice, Třeboradice, Miškovice                                                             |
| Praag 19                | Praag 19-Kbely           | Kbely                                                                                        |
| Praag 19                | Praag-Satalice           | Satalice                                                                                     |
| Praag 19                | Praag-Vinoř              | Vinoř                                                                                        |
| Praag 20                | Praag 20-Horní Počernice | Horní Počernice                                                                              |
| Praag 21                | Praag 21-Újezd nad Lesy  | Újezd nad Lesy                                                                               |
| Praag 21                | Praag-Běchovice          | Běchovice                                                                                    |
| Praag 21                | Praag-Klánovice          | Klánovice                                                                                    |
| Praag 21                | Praag-Koloděje           | Koloděje                                                                                     |
| Praag 22                | Praag 22-Uhříněves       | Uhříněves, Hájek, Pitkovice                                                                  |
| Praag 22                | Praag-Benice             | Benice                                                                                       |
| Praag 22                | Praag-Kolovraty          | Kolovraty, Lipany                                                                            |
| Praag 22                | Praag-Královice          | Královice                                                                                    |
| Praag 22                | Praag-Nedvězí            | Nedvězí                                                                                      |

## Wapenschilden

Praag 1
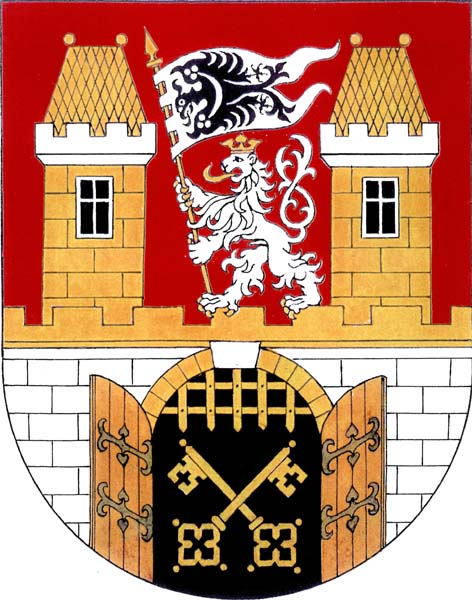
Praag 2
Praag 3
Praag 4
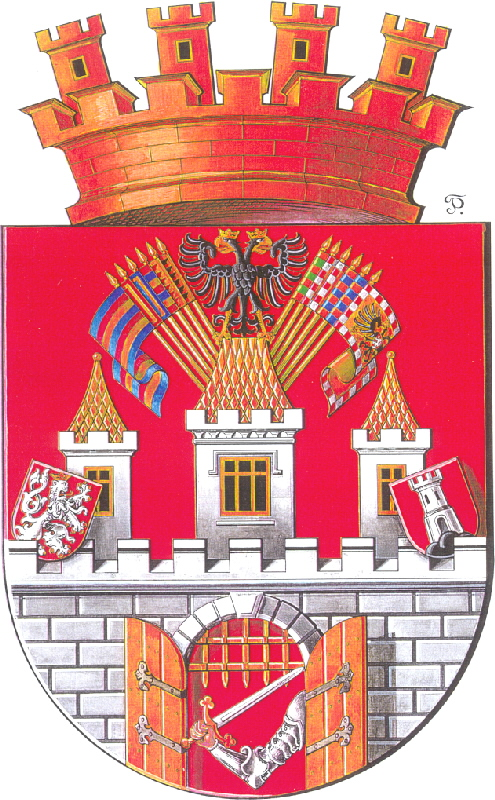
Praag 5
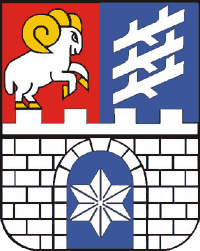
Praag 6
Praag 7
Praag 8
Praag 9
Praag 10
Praag 11
Praag 12
Praag 13
Praag 14
Praag 15
Praag 16
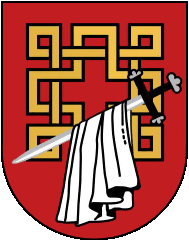
Praag 17
Praag 18
Praag 19
Praag 20
Praag 21
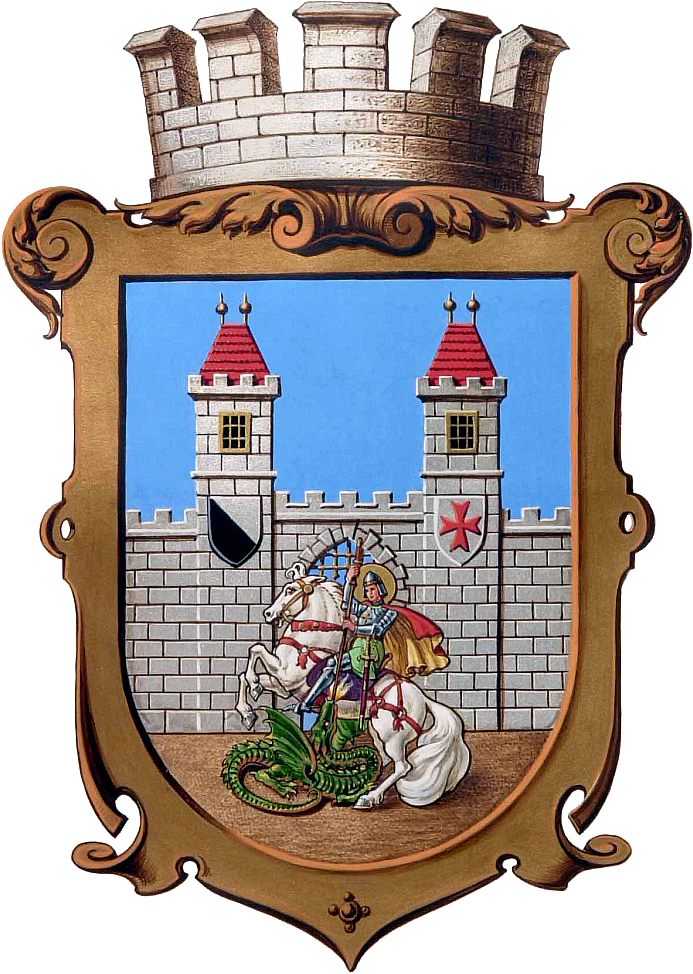
Praag 22